# Auguste Plée
Pour les articles homonymes, voir Plée (homonymie).
Auguste Plée (Paris, 9 août 1786 - Fort-Royal, aujourd'hui Fort-de-France en Martinique, 17 août 1825) est un naturaliste et explorateur français.
Envoyé à Porto-Rico par le Muséum d'histoire naturelle, il exerce sa profession avec ferveur et passion tout en menant des missions politiques non officielles aux États-Unis et au Brésil mais perd, sur des circonstances diverses, la confiance de ses maîtres. Envoyé comme explorateur pendant le régime monarchique, il a été victime d'une injustice qui frôle l'inhumain de la part des professeurs du Muséum qui l'ont oublié pour ne pas déplaire aux nouveaux maitres de la France à la suite des évènements de la Révolution française. Il continue pour autant et sans revenu sa mission et constitue une des plus belles collections du Muséum. Retrouvant la considération de ses maîtres, il meurt brutalement sans connaître la réhabilitation totale de son œuvre qui s'avère exceptionnelle.

## Biographie

### Débuts
Né à Paris le 7 août 1796 de Pierre-Thomas et de M.-A. Vallée, il a deux frères, Thomas Louis Pierre (né en 1784) et Jean-Simon (né en 1790).
Il apprend très jeune le dessin et la botanique chez son oncle paternel, le graveur Pierre-Mathieu Plée — ce dernier a travaillé auprès des botanistes André Michaux et Alire Raffeneau-Delile comme illustrateur pour le Muséum — avec son cousin François Plée et dès 1806, travaille au Dictionnaire de bibliographie française de Wilhelm Fleischer. À l'école de médecine de Paris, il suit les cours de M. Richard et au Muséum, est élève de André Thouin, de René Desfontaines et de Antoine-Laurent de Jussieu. Il suit aussi les cours de dessin du peintre hollandais Gérard van Spaendonck comme l'indique un manuscrit de Plée conservé au Laboratoire de pharénogamie du Muséum.

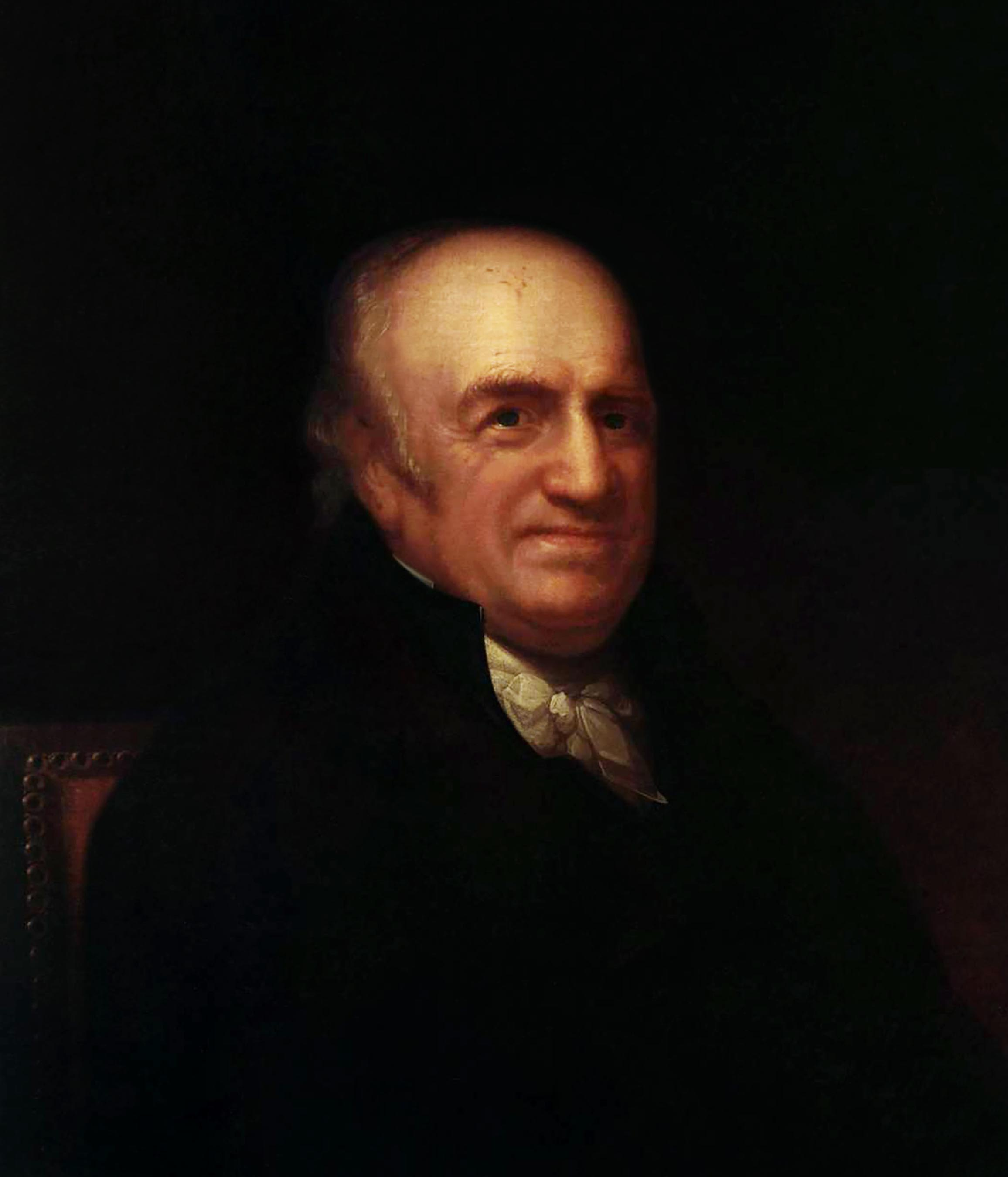
Pierre Samuel du Pont de Nemours

Avec son cousin François, Auguste Plée cherche à établir une nomenclature permettant de faciliter aux amateurs de botanique la reconnaissance des caractères des plantes pour les classifier. Les deux hommes font le projet de publier chaque mois des notices sur une dizaine d'échantillons de plantes de la région parisienne. Ils publient dès 1812 une étude sur les plantes des environs de Paris, dédiée à Jussieu. Quatre-vingts planches sortent alors entre 1812 et 1814 mais la collaboration s'arrête après une trentaine de gravures.
En 1807, Auguste épouse Anne André Louise Boing (née en 1787) dont il aura quatre enfants : une fille en 1808 qui mourra au bout de quelques mois, deux fils, Janus Pierre Eugène, né le 5 janvier 1812, dont le témoin de baptême est Pierre Samuel du Pont de Nemours puis Léon le 30 juin 1815, qui deviendra journaliste et mourra le 17 janvier 1879, et une autre fille, Augustine, née le 19 février 1818.
Il a des soucis d'argent dès 1811 et en offrant à Jussieu ses Herborisations artificielles, lui demande un emploi, en vain. En 1812, il publie Le Jeune botaniste. Entretien d'un père avec son fils sur la botanique et la physiologie végétale, ouvrage destiné aux enfants. Il soumet aussi à Jussieu un projet de bibliographie pour les botanistes avec tables alphabétique, analytique et chronologique.
Rallié à Louis XVIII, grâce à son ami Pierre Samuel du Pont de Nemours, il entre dans l'administration comme chef de division aux hospices civils puis en mars 1814 dans le service du secrétariat général du Gouvernement provisoire comme chef de division et secrétaire particulier du Secrétaire général.
Le 12 septembre 1814, il est nommé Inspecteur des Jeux. Il rédige alors des rapports sur les maisons de jeux. Du Pont de Nemours écrit alors à François Guizot, secrétaire général de l'Intérieur pour lui trouver un emploi moins pénible exhortant qu'il est « le seul homme qui, ayant beaucoup et bien travaillé pendant le gouvernement provisoire, n'en soit pas encore récompensé... ». Il écrit aussi au ministre de l'Intérieur François-Xavier-Marc-Antoine de Montesquiou-Fézensac pour le placer au secrétariat général d'un préfecture mais, avec le retour au pouvoir de Napoléon (1815) et le départ aux États-Unis de son protecteur, Plée, dont le poste est supprimé, se retrouve sans emploi et isolé. Il rédige plusieurs lettres dont au comte de Jaucourt, nouveau ministre de la Marine et au baron Pasquier, ministre de la Justice, en vain.

### Le«voyageur-naturaliste»

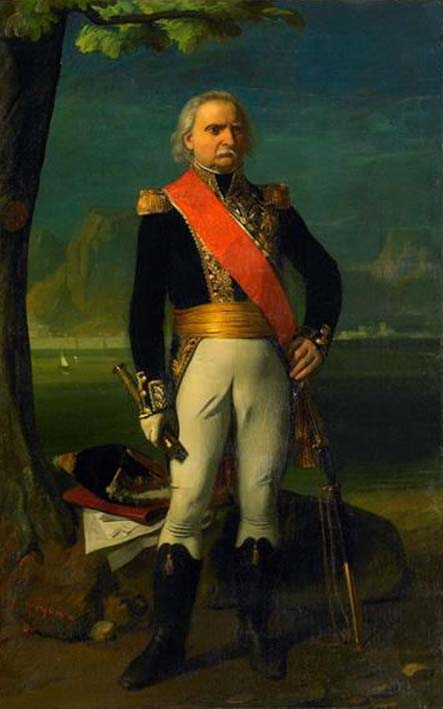
François-Xavier Donzelot, protecteur d'Auguste Plée.

En 1819, il entre à l'école des voyageurs-naturalistes que le Muséum vient de créer (en février) après avoir réussi le 2 avril l'examen d'entrée devant un jury composé de Georges Cuvier, André Thouin et René Just Haüy. Il reçoit alors le titre officiel de « voyageur-naturaliste du gouvernement ». Désigné pour la mer Noire par le ministre de l'Intérieur, il est finalement envoyé à Porto Rico pour une mission scientifique mais surtout politique.
Pour préparer son voyage, il expédie un questionnaire au Muséum et y joint une modèle de titre circulaire de recommandation destiné à la protection des déplacements à l'étranger, conseillant au Muséum de s'en inspirer et d'en donner un à chaque voyageur, proposition qui n'est pas retenue par l'administration du Muséum. Les réponses à ses questions ne sont pas complètes. Il apprend qu'il portera la titre de Voyageur-naturaliste du gouvernement français, qu'il touchera cinq à six mille francs de traitement la première année, sans supplément et qu'il sera payé avec une année d'avance. Il ne reçoit pas de réponse sur les « moyens sûrs de crédit » qui lui seront alloués et écrit de nouveau en ce sens au ministre de l'Intérieur qui lui accorde un supplément de 1 500 francs.
Il touche pour son départ une indemnité de 1 500 francs et obtient que son frère, âgé de 29 ans, l’accompagne. Le 23 décembre 1819, les deux hommes prennent la diligence de Vierzon et arrivent à Rochefort le 5 janvier suivant où l'hiver extrêmement froid retarde leur départ. Enfin, ils embarquent à bord de l' Expéditive le 29 janvier qui prend la mer le 31 janvier.

#### Les Antilles françaises
Après un voyage de quarante-cinq jours marqué par une escale en Guadeloupe (17-21 mars), il arrive en Martinique le 23 mars 1820 et y restera jusqu'au 21 mars 1821, le gouverneur de l'île, François-Xavier Donzelot, l'ayant chargé d'en compléter l'étude scientifique. Plée envoie alors au Muséum ses premières collections de poissons, crabes, reptiles, oiseaux... et un catalogue exhaustif des plantes de la Martinique. En mai 1820, il évoque le fait de rapatrier en France son frère malade et effectue en six semaines le tour complet de l'île. Il adresse alors au ministère de l'Intérieur un Catalogue de tout ce qu'il a recueilli, composé de trois sections, la première de zoologie, la deuxième de botanique et d'agriculture, la dernière de minéralogie et de géologie. Il ajoute un supplément nommé Curiosités diverses. Le 11 septembre 1820, son frère embarque sur l' Aréthuse avec quatre caisses numérotées de 1 à 4 renfermant les divers objets détaillés dans son Catalogue et quelques animaux vivants.
En novembre 1820, Plée expédie un deuxième Catalogue ainsi qu'une lettre-rapport au Muséum. Ce nouvel envoi comporte une caisse et trois barils renfermant une collection de poissons. Le naturaliste se plaint alors de l'insuffisance de ses subsides. En février 1821, le Muséum, tout en louant la qualité de ses envois, reconnaît l'insuffisance de son traitement. Le 14 mars, Auguste Plée s'embarque sur la Junon, pour les États-Unis, chargé par Donzelot d'une nouvelle mission, celle d'aller chercher l’ambassadeur Hyde de Neuville et de l'amener à Rio où il vient d'être nommé. Le Muséum désapprouve totalement ce voyage improvisé, décidé sans son consentement et le destitue de sa mission primaire, chose qu'il n'apprendra qu'un an plus tard lors de son débarquement à Porto Rico (décembre 1821). La santé morale et physique de Plée ne s'en remettra pas.

#### Le voyage aux États-Unis
Plée part alors de Fort-Royal (21 mars) et arrive à Norfolk en Virginie le 13 avril. Avant son départ, il a expédié une troisième livraison pour le Muséum et explicité les raisons de son périple dans une longue lettre. Son intention est aussi de gagner le Brésil. Il croit alors sincèrement rendre un grand service au Muséum en prenant part à cette mission, d'autant plus qu'une lettre du 11 juillet 1821 de la part du ministre de l'Intérieur, en réponse à une missive expédiée de Philadelphie le 26 avril, lui montre que son projet n'est pas désapprouvé par le ministre.
À bord de la Junon, il mène, en tout cas, des travaux de thermométrie. Mathieu de Lesseps l'accueille à Philadelphie le 15 avril puis, à partir du 30 avril, il voyage à New York, Albany, Utica, Buffalo, les chutes du Niagara, le lac Ontario, le Saint-Laurent, Québec, le lac Champlain et revient à New York le 10 juin. Malade, en convalescence chez Dupont de Nemours, il y apprend que, la révolution ayant éclaté, le voyage au Brésil est annulé, chose dont Donzelot avait prévenu le Muséum dès juin 1821.
En juillet, il passe à Washington puis rejoint Norfolk où il entreprend de classer ses collections amassées durant le périple. Le 25 juillet 1821, il envoie une nouvelle lettre au Muséum pour signaler qu'il est rentré le 11 d'une excursion au Canada et qu'il va bientôt embarquer sur la Junon pour se rendre à Porto Rico puis à Saint-Domingue. Il ajoute que ses collections se sont amplement développées et que des arbrisseaux de la Virginie qu'il a récoltés sont en route pour la France et s'étonne du silence du Muséum.
Ayant épuisé ses fonds, il demande, le 20 octobre 1821, au Consulat de France, 300 dollars au compte du ministère de l'Intérieur et les obtient et cherche à faire acquérir un squelette de mammouth.
Aux États-Unis, il cherche à intéresser le baron Cuvier à ses travaux et lui décrit même le mammouth qui pourrait intéresser le Muséum ainsi que divers crânes qu'il a l'occasion de voir, conformément aux instructions de Cuvier. Il ne recevra jamais de réponse.

#### Porto Rico

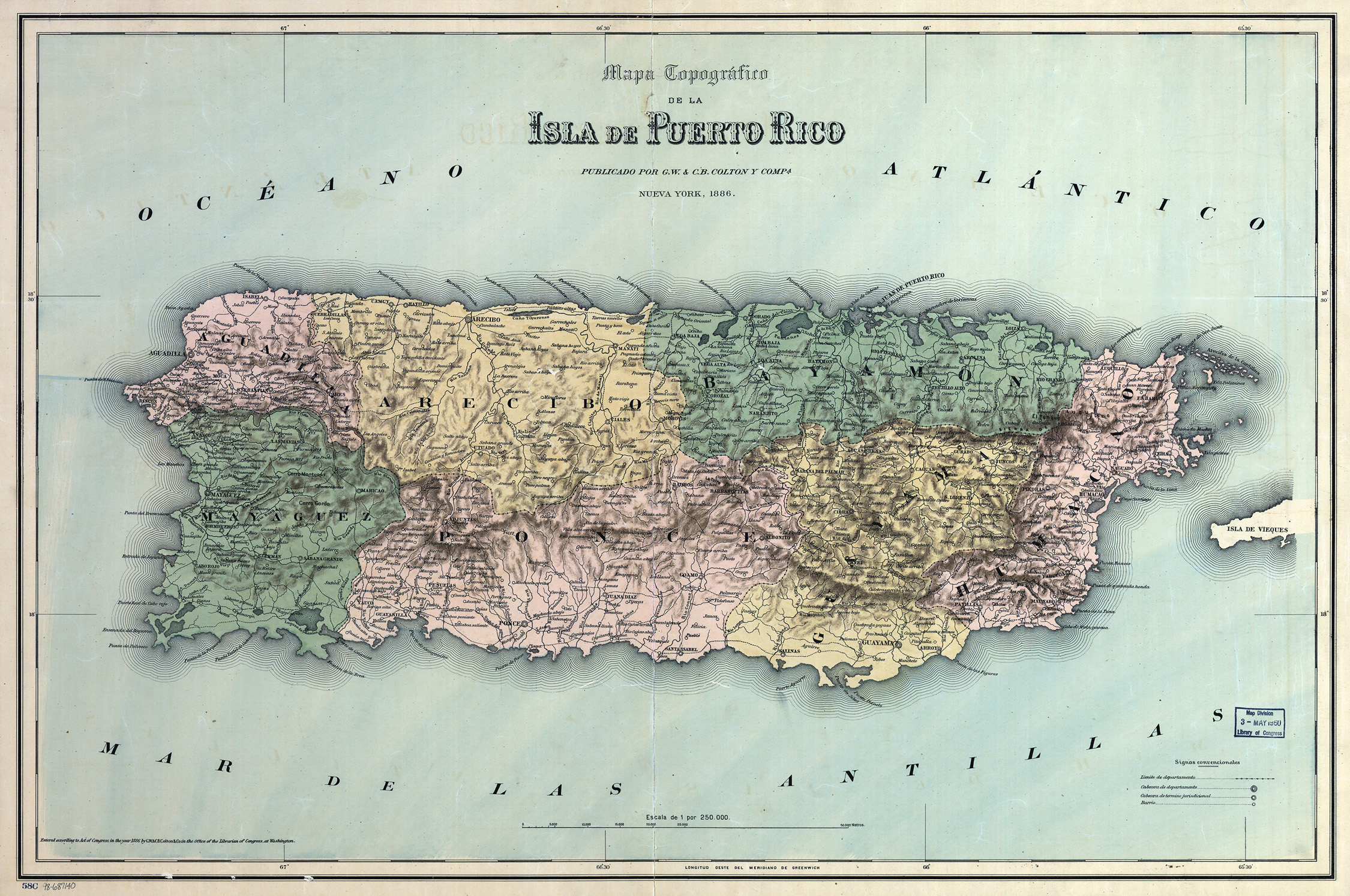
Porto Rico à la fin du XIXe siècle

De retour à Norfolk, il apprend que le Muséum a décidé de lui supprimer sa mission et, ainsi, ses revenus. Malgré tout, il refuse de rentrer en France et, ayant obtenu de Donzelot une autorisation de circuler librement sur l'île, se rend tout de même à Porto Rico où il arrive le 19 décembre 1821 en passant par Saint-Barthélemy où il reste une dizaine de jours et explore. Il expédie alors de Saint-Barthélemy ses récoltes par la frégate L'Africaine. Atteint par une maladie bilieuse, il gagne Saint Thomas où il se soigne puis rejoint Porto Rico par la corvette Sapho.
À Porto Rico, le gouverneur espagnol lui interdit d'abord de parcourir l'île et, d'une manière inexpliquée, le capitaine de la Sapho décide de débarquer finalement les caisses du naturaliste. Heureusement, un compatriote accepte de les conserver dans ses réserves mais le lieu s'avère humide et détériore une partie des objets. Plée, très faible, s'occupe alors de la conservation de ses objets et ne peut ainsi profiter d'une offre qui lui est faite de transporter ses découvertes en Martinique par la Duchesse de Berry. Il dresse la liste des vingt-trois caisses qu'il prépare. Cette récolte s'avère exceptionnelle avec plus de cinq mille plantes desséchées, une centaine d'espèces différentes de graines et fruits, cent-cinquante oiseaux dépouillés, de nombreux insectes, des ossements pétrifiés, des objets traditionnels locaux, des minéraux, des poissons conservés dans le rhum et le whisky, un grand phoque rapporté par le capitaine américain du navire Océan trouvé dans les Shetland-du-Sud, un raton laveur vivant, deux opossums mâle et femelle vivants, neuf tortues de terre vivantes, un couple d'écureuils vivants, etc.. En février 1822, il parvient à envoyer quelques caisses qui transitent par la Martinique et gagne la France par le Saint-Martin. En mars, Donzelot fait expédier les animaux vivants, à l'exception des opossums qui se sont échappés et de deux tortues qui sont mortes.
Rétabli, Plée explore avec acharnement le territoire pendant dix-huit mois. Il y est aussi, indirectement, sur demande de Donzelot, agent secret, avec mission d'y observer la situation politique. En Sierra Grande, il fait une récolte exceptionnelle de poissons et de plantes malgré le manque de vivres, récolte dont il embarque une partie en mai sur la Pomone, le capitaine du navire, Fleuriau, lui avance aussi 1 000 francs.
En septembre 1822, il écrit au Muséum pour s'étonner de la décision qui a été prise, d'arrêter sa mission : « J'étais loin de m'attendre au sort qui m'était réservé : je croyais en mériter un d'un tout autre genre, n'ayant cessé un seul moment de m'occuper de l'accomplissement de mes devoirs. Votre lettre me surprit au moment où j'en étais devenu la victime : ma santé à peine rétablie de la maladie mortelle que j'avais faite en arrivant à Puerto Rico, je m'étais livré de nouveau à toute l'activité de mon zèle. [...]. Enfin tout entier à mes devoirs, j'en attendais la récompense quand j'ai appris que j'étais rappelé en France et que l'ordre m'était donné d'y retourner de suite pour y rendre compte de l'emploi des sommes que j'ai reçues du gouvernement de la Martinique ». Il donne aussi les raisons qui le poussent à demeurer à Porto Rico :
- le Muséum ignorait sa présence à Porto Rico lorsque la décision d'arrêter sa mission a été prise ;
- il veut finir les travaux entrepris ;
- sa mission est rattachée à l'assentiment du ministre et il croit sa présence à Porto Rico nécessaire ;
- ce n'est pas la saison pour embarquer ses collections ;
- il est privé de tout moyen financier lui permettant un retour en France[49].

Il s'indigne aussi des soupçons posée par la lettre du Muséum et met en accusation les membres du Muséum, les rendant coupables des non-réponses à ses missives, qui ont créé la situation où il se trouve alors et louant le salut qu'il doit au gouverneur de la Martinique qui lui a permis de ne pas mourir de faim. Il suppose que des lettres ont dû se perdre et ne doute pas que le Muséum changera d'avis à la présente lettre qu'il rédige. Il évoque aussi une lettre que le Muséum lui a écrit le 19 octobre signalant le peu d'intérêt de son troisième envoi et tente de se dédommager de ces accusations en s'étonnant que, s'il veut bien accorder que les pierres n’avaient qu’un intérêt limité, ce n'était pas le cas, à son avis, des singes capucins de l'Orénoque, de l'iguane des Antilles et des poissons.
Plée signale qu'en juillet il va faire partir un nouvel envoi de poissons et d'oiseaux dépouillés. Il explique qu'il mène encore d'importantes recherches sur les palmiers et qu'il a préparé cinquante espèces de poissons.
Le 28 juin 1823, il quitte Port-Rico sur le brick Génie avec ses collections et rentre à la Martinique en juillet. Aucune réponse du Muséum ne lui est alors encore parvenue. Dans une lettre qu'il écrit de Fort-Royal, il détaille l'ampleur de ses collections :
- un très grands nombres d'animaux de toutes classes et de tous genre dont deux cents poissons dépouillés et les dessins associés ;
- sept à huit mille plantes formant plus de mille espèces, décrites et analysées et, pour les plus rares, dessinées ;
- des fruits et des graines de toutes les plantes de l'île ;
- des notes géologiques décrivant la formation du sol ;
- des esquisses de toutes les villes, villages , baies, rades, etc. ;
- une carte manuscrite calquée d'un carte de 1822 où il a ajouté les routes projetées par le gouvernement conduit par Gonzalo Aróstegui y Herrera.

#### L'Affaire Plée
Consterné de la profonde injustice du Muséum à son égard, Auguste Plée a exploré avec acharnement l'ensemble de Porto Rico et tenté de reconquérir la confiance de ses maîtres par des envois de qualité. Il est en réalité, sans pouvoir s'en douter, la victime collatérale d'un imbroglio administratif où ni les ministres, ni les professeurs du Muséum, ne sortent grandis. En effet, bien que reconnaissant que son traitement est insuffisant, l'administration du Muséum refuse de soutenir une mission dont elle n'a pas choisi la destination et qui lui coûte cher. Pour cela, elle discrédite la valeur des envois du voyageur (alors qu'elle en avait fait précédemment l'éloge au ministre de l'Intérieur) et rejette le remboursement de ses frais du ministère de la Marine à celui de l'Intérieur qui eux-mêmes le renvoient au Muséum et ainsi de suite. Le jeu s'avère sans fin.
Pour se sortir de cet imbroglio, le Muséum écrit alors au ministre de l'Intérieur, de manière tout à fait mensongère, que la mission n'a aucune importance du point de vue de l'histoire naturelle, Port-Rico étant parfaitement connue sur ce point, que les envois de Plée n'ont enrichi en rien le Muséum, que la plupart de ses collections sont déjà connues et qu'ainsi les dépenses de l'explorateur s'avèrent peu profitables à la science. De plus, le Muséum critique le voyage fait par Plée aux États-Unis où il « n'y fera rien d'utile parce que les plantes de ce pays sont bien connues et que la plupart sont même cultivées dans nos jardins... ». Cordier, Desfontaines et Thouin passent entièrement sous silence l'exceptionnelle collection de poissons que Plée a recueillie à la Martinique et n'évoque en rien la maladie dont il fut victime. Dès juillet 1822, ils lui suppriment son traitement, chose qu'il n'apprendra que deux mois plus tard. Poussant l'injustice plus loin, les administrateurs du Muséum renvoient son remboursement des frais du voyage aux États-Unis, jugeant qu'il ne l'ont pas ordonné, sur le ministère de l'Intérieur qui les renvoie au Muséum avec une lettre élogieuse sur l'explorateur : « Je serais bien aise d'avoir votre avis définitif sur le rappel ou la continuation du voyage de celui qui reste vivant et qui ne paraît pas manquer de zèle, ni de persévérance, ni d'adresse, ni d'instruction... ».
Entre-temps, Plée, sans savoir ce qui se trame autour de lui et croyant à la confiance de ses maîtres, a encore emprunté. La somme s'élève à 8 194,80 francs que le Muséum ne veut pas prendre en charge. Cherchant à liquider cette affaire, le ministère de la Marine demande au Muséum un rapport sur les frais du voyageur et lui reproche de n'avoir pas établi avec précision le montant de son traitement et des indemnités à laquelle il pouvait prétendre. Le rapport est lu à l'Assemblée le 19 novembre 1822 et conclut à un excédent trop important sur les prévisions vraisemblablement, dû à la double mission (botanique et politique) de l'expédition. Chacun campant sur ses positions, à l'insu de l'explorateur, c'est sa famille qui se retrouve sans ressources. Son épouse désespérée signale le 18 mars 1823 que cela fait deux ans exactement qu'elle n'a « rien reçu de l'administration ».
De manière inique et inhumaine, le Muséum lui répond que « les fonds destinés à son mari étant entièrement épuisés et l'administration ayant été en outre forcée de payer un excédent de dépense au fonds alloué à ce voyageur, il lui est impossible de prendre sa demande en considération ». Elle réécrit quelques jours plus tard en adjoignant un courrier du ministère de l'Intérieur à son mari du 7 août 1819, prouvant qu'il avait été chargé par celui-ci de la mission politique et qu'ainsi ses frais devaient être pris en compte par celui-ci. Le 25 mars 1823, le secrétaire du Muséum répond de manière expéditive que les fonds destinés à son époux sont épuisés mais l’assemblée du 2 septembre 1823 s'engage à lui procurer des nouvelles de son mari.

#### En Amérique du Sud
Début juillet 1823, dès son retour de Porto Rico, Donzelot propose à Auguste Plée de participer à une mission en Colombie. Il est alors engagé comme interprète sur la Thétis de Hyacinthe de Bougainville, ce dernier ne parlant pas espagnol. Bougainville doit entrer en pourparlers avec les autorités colombiennes au sujet de la capture par un corsaire colombien d'un brick danois transportant des marchandises françaises.
Plée espère, sa mission remplie, pouvoir explorer les rives de l'Orénoque. Il débarque ainsi à Cumaná au Venezuela, fin juillet, en pleine guerre d'indépendance et alors que la France soutient l'Espagne. Bougainville doit alors rassurer les autorités du caractère pacifique de son voyage. Plée rédige un long rapport, daté du 31 août 1823, sur la situation politique qu'il remet à Donzalot à son retour à Fort-Royal le 3 septembre 1823.
S'il a réussi sa mission politique, sa récolte scientifique est maigre, quelques animaux et plantes. Le 11 octobre, il écrit au Muséum pour signifier de son intention d'y retourner et promet une importante moisson. Il envoie en février le catalogue des objets qu'il va expédier. Son obstination et son activisme semblent intriguer les professeurs, qui, enfin, accusent réception de ses lettres et lui indiquent que son catalogue a été inclus aux archives. Ils ajoutent qu'ils sont impatients de réceptionner ce que promet le catalogue.
En septembre 1823, Plée revient à la Martinique où il va travailler jusqu'en mai 1824. Il prépare la conservation des objets qu'il va envoyer et expédie au Jardin du Roi des graines d'arbres qu'il pense manquants aux collections. En octobre 1823, il expédie au Muséum quarante-et-une caisses contenant seize mille objets d'histoire naturelle. Le détail de ce que contiennent les caisses est exceptionnel.
Le 29 mars 1824, il part de Fort-Royal pour tenter d'atteindre l'Orénoque et, explore la lagune de Maracaibo et la vallée du rio Negro où il découvre du pétrole. Malheureusement, le général Urdaneta le prend pour un espion et le fait expulser.

### Mort et réhabilitation
Le 21 décembre 1824, Auguste Plée embarque ainsi de La Guaira et regagne Fort-Royal. Il consacre alors tout son temps à la préparation de ses bêtes et de ses plantes. L'excellence de sa collection, il en est certain, ne peut que lui faire revenir l'estime de ses maîtres. Les objets s'y comptent par milliers. Il rédige un répertoire général volumineux pour aider à l'examen de son envoi et écrit au Muséum le 30 janvier pour expliciter sa démarche. Il remercie aussi dans cette lettre les professeurs du Muséum qui, les 7 avril et 18 juin, lui ont enfin témoigner de l'estime. Sa lettre sera la dernière.
Alors qu'il prépare activement l'envoi de sa collection, il tombe, en juin 1825, brutalement malade. Il semble d'abord se rétablir de cette fièvre pernicieuse mais, une rechute l'emporte le 17 août 1825 à huit heures et demie du soir chez son ami le garde-magasin de la Marine Claude-François Bideaux, rue Saint-Denis à Fort-Royal. Donzelot qui annonce au Muséum son décès, n'hésite pas à écrire : « C'est une grande perte pour la science ».
Le 9 janvier 1826, le Muséum reçoit une lettre désespérée de l'épouse d'Auguste Plée . Elle est tombée dans la misère, a contracté pour vivre et pour l'éducation de ses enfants, de nombreuses dettes et leur signale que depuis la mort de son mari, ses créanciers la menacent d'expulsion et de vendre le peu qui lui reste. Elle implore du secours. Et ce qui est loin d'être à l'honneur du Muséum, l'assemblée des Professeurs du 24 janvier 1826 décide « que la réclamation de Mme Plée n'est pas fondée ».
Pendant ce temps, le général Donzalot s'occupe personnellement de la fin de la préparation des collections Plée et annonce au Muséum, fin février 1826, leur envoi. Il souligne de nouveau son admiration pour celui qui n'est plus : « Le triste événement qui a privé les sciences de ce sujet recommandable s'effacera difficilement de ma mémoire... » et loue la qualité exceptionnelle de la collection dont il détaille les procédures de conservation et de financement et l'admirable organisation de leur récolteur.
Par les navires Bordelais et Grande-Terre, soixante-neuf caisses débarquent ainsi à Rochefort mi-avril. Parfaitement protégées, elles atteigne Le Havre le 3 juillet. Elles arrivent enfin au Muséum vers le 15 septembre 1826. Dès le 19 septembre, devant l'ampleur de la collection, les demandent de Mme Plée commencent à être prises en compte.
Examinées pendant plusieurs mois, ses collections font d'Auguste Plée le plus actif naturaliste-collecteur du début du XIXe siècle, notamment en ce qui concerne les poissons, les crustacés, les polypiers, les oiseaux et les insectes. Le rapport d'expertise fait par Cuvier justifie dès la fin septembre alors que l'ensemble n'est pas encore étudié, toute la conduite de ceux qui, comme le gouverneur Donzelot, ont misé sur le talent et le courage du jeune naturaliste.
Reconnues officiellement de très grandes valeurs le 23 janvier 1827, les collections Plée ont, selon les termes du rapport d'expertise :
« enrichi le Cabinet du Roi d'une superbe suite de poissons de la zone torride en grand volume et très bien conservés, d'une autre suite non moins belle de crustacés, et surtout d'un grand nombre de beaux polypiers dont plusieurs formeront des genres nouveaux. Il y a aussi beaucoup d’oiseaux dont quelques-uns étaient nouveaux et dont les doubles mêmes, très bien conservés, serviront à des échanges. Enfin, il y a une multitude d'insectes et des herbiers très précieux.
Ainsi, il est prouvé maintenant que M. Plée, pendant le temps qu'il n'a pas été entretenu sur les fonds de nos voyageurs, n'a pas laissé que de travailler avec ardeur et succès pour l'établissement ».
Le Muséum statue aussitôt sur les indemnités dues à sa veuve. Elle reçoit ainsi 6 000 F d'indemnité pour les collections, un acompte de 962 F sur le fonds des voyageurs de 1826 et 4 438 F d'indemnité sur le fonds des voyageurs de 1827. Le 5 décembre, le Ministère de l'Intérieur tient aussi le Muséum quitte des 16 000 F d'avance fait par la caisse de la Colonie à Plée.

## La collection Plée aujourd'hui
L'ensemble des collections de poissons constituées par Auguste Plée est conservé à la zoothèque du Muséum. Ses planches de botaniques peuvent être observées dans l'herbier national du Muséum.

## Hommages

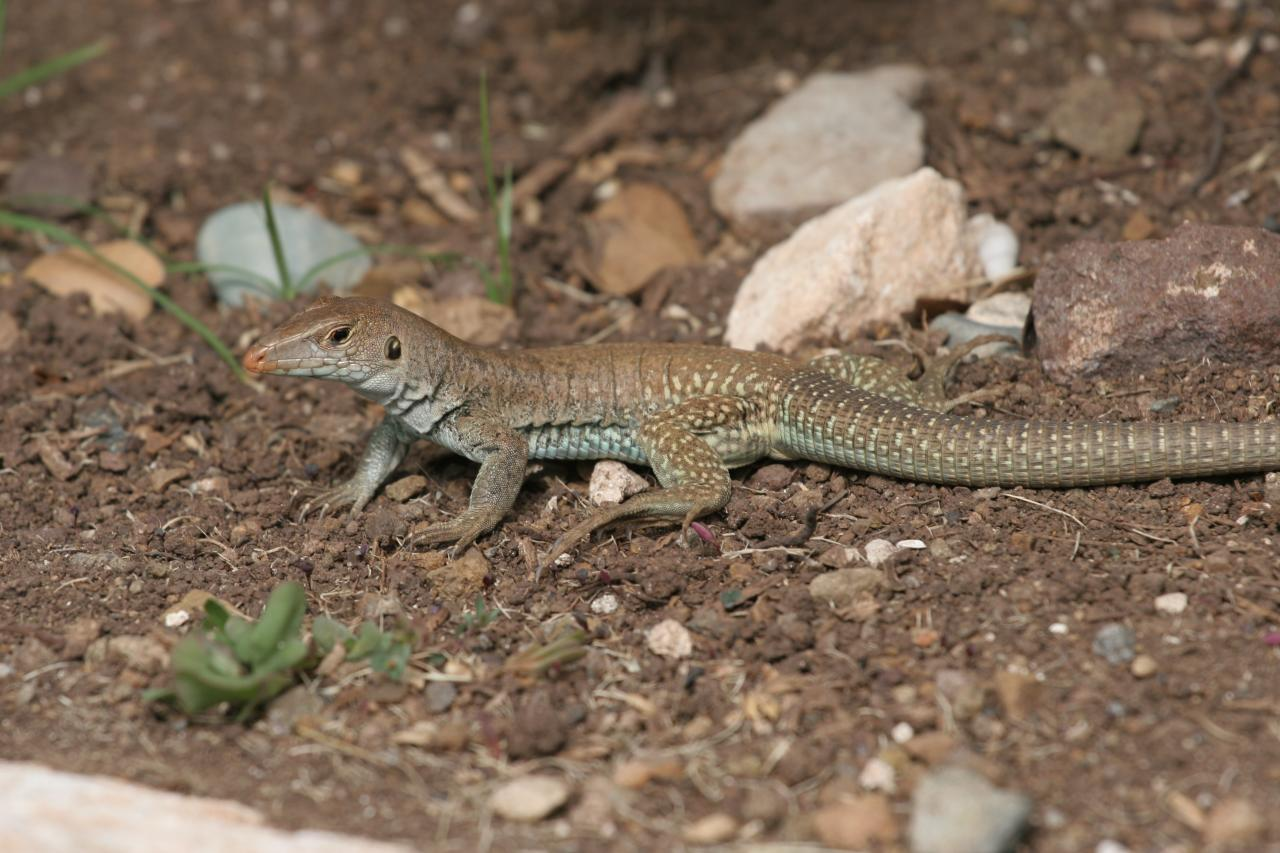
Pholidoscelis plei.

Plusieurs espèces ont été nommées en son honneur :
- Espèces zoologiques :
  - Acoetes pleei, une espèce d'annélides de la famille des Acoetidae ;
  - Diploglossus pleii, une espèce de sauriens de la famille des Diploglossidae ;
  - Gymnophthalmus pleei, une espèce de sauriens de la famille des Gymnophthalmidae ;
  - Mastigodryas pleei, une espèce de sauriens de la famille des Colubridae ;
  - Pholidoscelis plei, une espèce de sauriens de la famille des Teiidae ;
  - Phyllophaga pleei, une espèce d'insectes coléoptères de la famille des Scarabaeidae.
- Espèces botaniques :
  - Vanilla pleei, une espèce de plantes de la famille des Orchidaceae, aujourd'hui rattachée à l'espèce Vanilla mexicana.

## Publications
- Herborisations artificielles aux environs de Paris, 1811 (Lire en ligne)
- Le jeune botaniste, ou Entretiens d'un père avec son fils sur la botanique et la physiologie végétale, Ferre Aîné, 1812